# Dominikánus kardinális
A dominikánus kardinális (Paroaria dominicana) a madarak osztályának verébalakúak (Passeriformes) rendjébe és a tangarafélék (Thraupidae) családjába tartozó faj.

## Rendszerezése
A fajt Carl von Linné svéd természettudós írta le 1758-ban, a Loxia nembe Loxia dominicana néven.

## Előfordulása
Dél-Amerikában, Brazília északkeleti részén honos. Természetes élőhelyei a szubtrópusi és trópusi száraz erdők és cserjések.

## Megjelenése
Testhossza 18 centiméter.
|  |

## Természetvédelmi helyzete
Az elterjedési területe rendkívül nagy, egyedszáma pedig stabil. A Természetvédelmi Világszövetség Vörös listáján nem fenyegetett fajként szerepel.